# Nowy Boh
Nowy Boh (ukr. Новий Буг) – miasto na Ukrainie w obwodzie mikołajowskim, siedziba władz rejonu nowobożańskiego. Ośrodek przemysłu spożywczego.
Stacja kolejowa Kolej Odeska.

## Historia
Miasto od 1961.
W 1974 liczyło 17 tys. mieszkańców.
W 1989 liczyło 17 553 mieszkańców.
W 2013 liczyło 15 531 mieszkańców.